# Tormis Laine
Tormis Laine (* 6. August 2000 in Tallinn) ist ein estnischer Skirennläufer. Er ist auf die technischen Disziplinen Riesenslalom und Slalom spezialisiert.

## Karriere
Laine wuchs in Otepää auf. Im Alter von 11 Jahren zog er mit seiner Familie nach Götzens um seine Skikarriere zu fördern. Laine besuchte unter anderem das Skigymnasium Stams. Er gab sein internationales Renndebüt am 30. Juli 2016 bei einem FIS Slalom in Tiffindell. Sein erstes internationales Großereignis bestritt er im Februar 2017, als er am Europäischen Olympischen Winter-Jugendfestival in Erzurum teilnahm. Dort belegte er als beste Platzierung den 18. Rang im Riesenslalom. In der Saison 2017/18 startet Laine hauptsächlich bei Nationalen Juniorenrennen als auch FIS-Rennen. Ausnahme hiervon bildeten seine erste Teilnahme an einer Juniorenweltmeisterschaft, wobei er dort ohne Platzierung blieb, als auch seine erste Teilnahme an Olympischen Winterspielen. In Pyeongchang erreichte er Rang 40 im Riesenslalom. Diesen Achtungserfolg konnte er bei seinen ersten Weltmeisterschaften im darauffolgenden Jahr nicht wiederholen. In Åre schied er nach Rang 5 im Qualifikationsrennen im ersten Durchgang des Slaloms aus. Eine erste Steigerung gelang ihm bei den Juniorenweltmeisterschaften 2019 in Val di Fassa. Hier gelang ihm mit Rang 25 im Slalom erstmals eine Platzierung unter den besten 30 bei einem internationalen Großereignis.
Am 27. November 2020 gab Laine sein Weltcupdebüt beim Parallelrennen von Lech/Zürs, wobei er in der Qualifikation ausschied und im Endklassement den 58. Platz belegte. Dies ist bis dato auch seine einzige Klassierung im Weltcup, bei allen anderen Starts schied er entweder aus oder verpasste die Qualifikation für den zweiten Durchgang.
In den darauffolgenden Jahren startete Laine hauptsächlich bei den diversen Continental Cups als auch bei FIS-Rennen. Ausnahmen hierbei bildeten lediglich internationale Großereignisse, wobei ein 9. Platz bei den Juniorenweltmeisterschaften 2021 in Bansko sein bestes Ergebnis war.
Sein bestes Ergebnis im Europacup erreichte er am 6. Februar 2024, als er beim Slalom von Gstaad den 16. Rang erreichte. Wenige Tage später, am 27. Februar gewann er sein erstes Rennen im Rahmen eines Continental Cups. Er gewann den Riesenslalom von Mont Ste Marie, dies war zugleich der erste Sieg eines estnischen Skirennläufers auf der Ebene der Continental Cups. Die Riesenslalomwertung des Alpinen Nor-Am Cups schloss er als Dritter ab, in der Gesamtwertung belegte er hinter Simon Fournier den zweiten Platz.
Am 17. November 2024 gewann er mit dem 27. Rang im Slalom von Levi seine ersten Weltcuppunkte. Es waren dies zugleich die ersten Weltcuppunkte für einen estnischen Skirennläufer. Bei den Weltmeisterschaften in Saalbach im weiteren Saisonverlauf erreichte er gemeinsam mit Juhan Luik in der erstmals ausgetragenen Team Kombination Platz 13. Dies ist zugleich das beste Ergebnis für Estland im Alpinen Skisport bei einem internationalen Großereignis.

## Privates
Laine lebt und trainiert in Götzens.

## Erfolge

### Olympische Winterspiele
- Pyeongchang 2018: 40. Riesenslalom, DNF Slalom
- Peking 2022: DNF Riesenslalom, DNF Slalom

### Weltmeisterschaften
- Åre 2019: DNF Slalom
- Cortina d’Ampezzo 2021: 47. Riesenslalom
- Courchevel/Méribel 2023: 31. Riesenslalom, DNF Slalom
- Saalbach 2025: 13. Team Kombination, DN Riesenslalom, DNF Slalom

### Weltcup
- 2 Platzierungen unter den besten 30

### Weltcupwertungen
| Saison  | Gesamt | Gesamt | Riesenslalom | Riesenslalom | Slalom | Slalom |
| Saison  | Platz  | Punkte | Platz        | Punkte       | Platz  | Punkte |
| ------- | ------ | ------ | ------------ | ------------ | ------ | ------ |
| 2024/25 | 78.    | 71     | 29.          | 44           | 42.    | 27     |

### Juniorenweltmeisterschaften
- Davos 2018: DNF Riesenslalom, DNF Slalom
- Val di Fassa 2019: 25. Slalom, DNF Riesenslalom
- Bansko 2021: 9. Slalom, 20. Riesenslalom

### Europacup
- 3 Platzierungen unter den besten 30

### Nor-Am Cup
- Saison 2023/24: 2. Gesamtwertung, 3. Riesenslalomwertung, 4. Slalomwertung
- 5 Podestplätze, davon 3 Siege

| Datum            | Ort            | Land   | Disziplin    |
| ---------------- | -------------- | ------ | ------------ |
| 27. Februar 2024 | Mont Ste Marie | Kanada | Riesenslalom |
| 10. April 2024   | Panorama       | Kanada | Slalom       |
| 11. April 2024   | Panorama       | Kanda  | Slalom       |

### Far East Cup
- 2 Platzierungen unter den besten 10

### Australian New Zealand Cup
- 2 Platzierungen unter den besten 15

### Universiade
- Lake Placid 2023: 9. Slalom, DNF Riesenslalom

### Europäisches Olympisches Winter-Jugendfestival
- Erzurum 2017: 18. Riesenslalom, DNF Slalom